# La Meurdraquière
La Meurdraquière är en kommun i departementet Manche i regionen Normandie i norra Frankrike. Kommunen ligger i kantonen Bréhal som tillhör arrondissementet Coutances. År 2022 hade La Meurdraquière 195 invånare.

## Befolkningsutveckling
Antalet invånare i kommunen La Meurdraquière
| Referens: INSEE |